# 馬鍾英
馬鍾英（1516年—？），字君儲，號同江，廣東廣州府順德縣人，民籍，明朝政治人物。

## 生平
嘉靖十九年（1540年）庚子科廣東鄉試第五十名舉人。嘉靖二十年（1541年）中式辛丑科會試第十名，登第三甲第二十四名進士。初授浙江乌程县知县，歷升台州知府，嘉靖三十五年（1556年）任廣西南寧府知府。

## 家族
曾祖馬驤；祖父馬璋；父馬逢樂，母傅氏。慈侍下，兄鍾蒙。